# おかん塚古墳
おかん塚古墳（おかんづかこふん）は、長野県飯田市松尾上溝（まつおあげみぞ）にある古墳。形状は前方後円墳。飯田古墳群（うち松尾単位群）を構成する古墳の1つ。国の史跡に指定されている（史跡「飯田古墳群」のうち）。

## 概要
長野県南部、天竜川支流の松川南岸の舌状段丘上（標高422メートル）に築造された古墳である。現在までに一帯は宅地化して前方部墳丘は失われ、後円部墳丘も一部が削平されて東側は墓地として利用されている。1966年（昭和41年）・2006年（平成18年）に発掘調査が実施されている。
墳形は前方後円形で、前方部を西北西方向に向けた。墳丘外表で葺石・埴輪は認められていない。埋葬施設は、後円部における両袖式の横穴式石室、前方部における無袖式の横穴式石室の2基で、いずれも南方向に開口する（前方部石室は消滅）。特に後円部石室は畿内型石室の特徴を有するとして注目される。副葬品として、後円部石室からは鈴12・瓔珞1が出土したほか、伝承では鉄刀・馬具・須恵器が出土したといい、前方部石室からは鉄鏃・鹿角装刀子・馬具・臼玉・須恵器・土師器が出土している。
築造時期は、古墳時代後期の6世紀後半頃と推定される。下伊那地方における代表的な首長墓の1つで、飯田古墳群のうち上溝古墳群では最後の前方後円墳と位置づけられ、馬背塚古墳と同様に1墳丘に形状の異なる2石室が構築される点で特徴的な古墳になる。
古墳域は2016年（平成28年）に国の史跡に指定されている（史跡「飯田古墳群」のうち）。

## 遺跡歴
- 明治初年、後円部石室の開口か[2]。
- 明治末年、後円部石室の石材の売買[2]。
- 1966年（昭和41年）、前方部石室の発掘調査。調査後に消滅。
- 1982年（昭和57年）、県史編纂事業に伴う後円部石室実測調査（松尾昌彦ら、1982年に報告）。
- 2006年（平成18年）、後円部石室羨道部の確認調査（飯田市教育委員会、2008年に報告書刊行）[3]。
- 2016年（平成28年）10月3日、国の史跡に指定（史跡「飯田古墳群」のうち）。

## 墳丘
墳丘の規模は次の通り。
- 墳丘長：41.8メートル（推定復元50メートル）
- 後円部
  - 直径：14.5メートル
  - 高さ：6.1メートル
- 前方部（消滅）
  - 幅：12.7メートル
  - 高さ：3.9メートル

## 埋葬施設
埋葬施設としては、後円部・前方部において各1基の横穴式石室が構築されている。

### 後円部石室

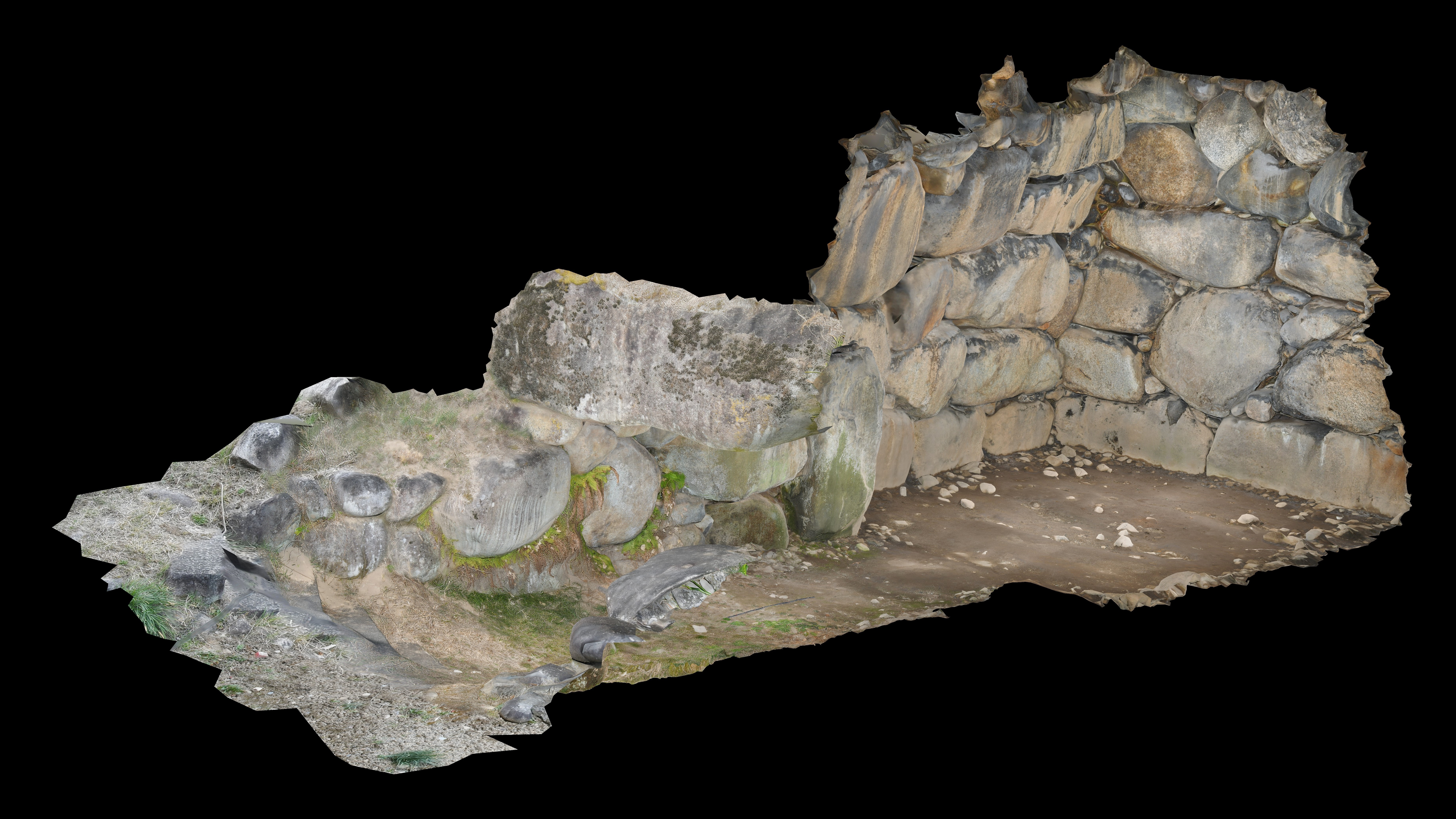
後円部石室パース図

後円部石室展開図

後円部石室（東石室）は両袖式横穴式石室で、南方向に開口する。石室の規模は次の通り。
- 石室全長：10.6メートル
- 玄室：長さ4.55メートル、幅3.23-3.5メートル、高さ3.4メートル
- 羨道：長さ6.05メートル、幅1.6メートル、高さ1.9メートル

石室の石材には花崗岩の大石が使用される。玄室・羨道の区分が明瞭な畿内型石室と位置づけられ、玄室の天井が高いという特徴を示す。
石室内からは、副葬品として鈴12・瓔珞1が出土している。また鉄刀・馬具・須恵器が出土したというが、詳細は明らかでない。

石室俯瞰図
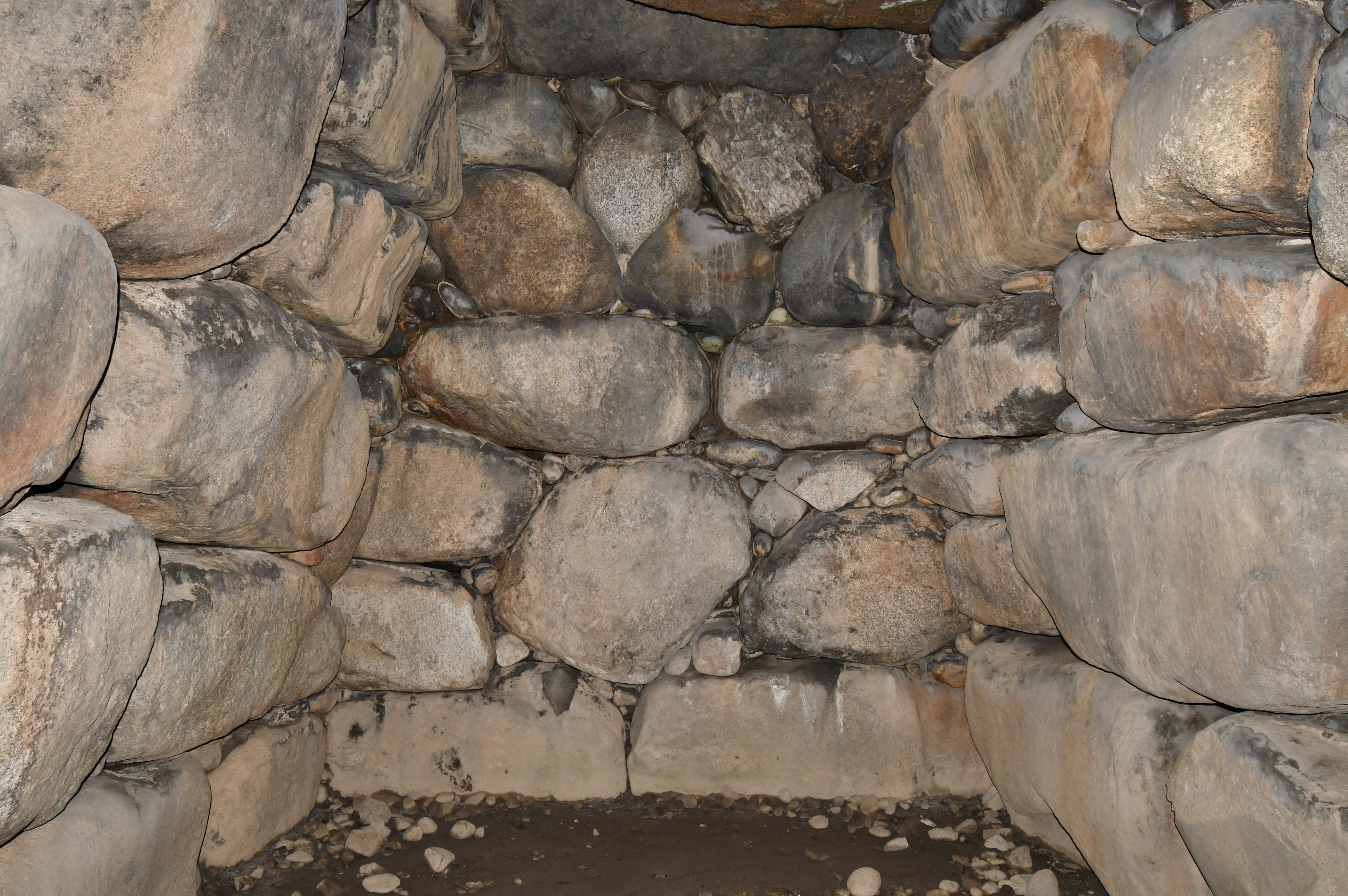
玄室（奥壁方向）
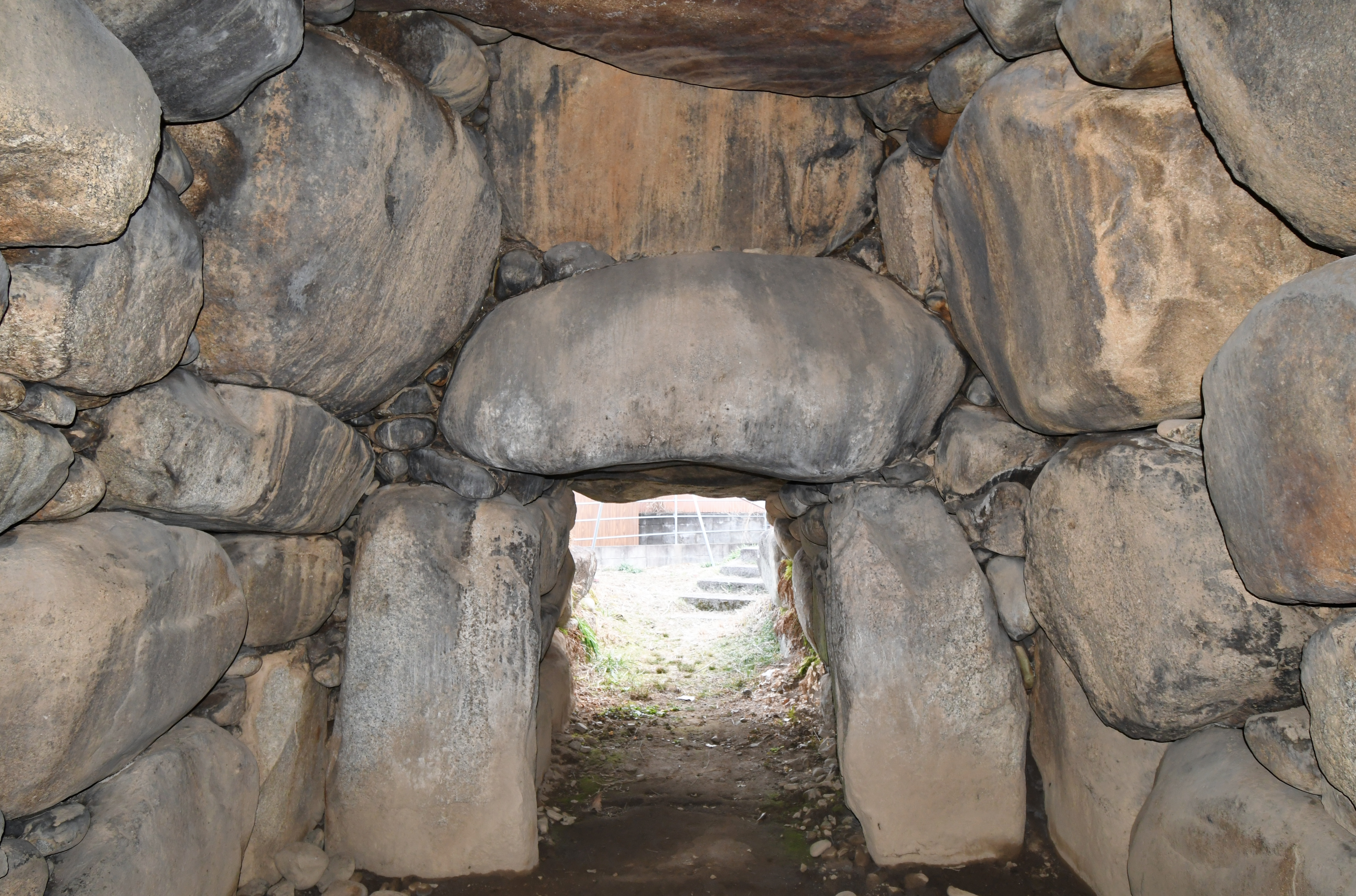
玄室（開口部方向）
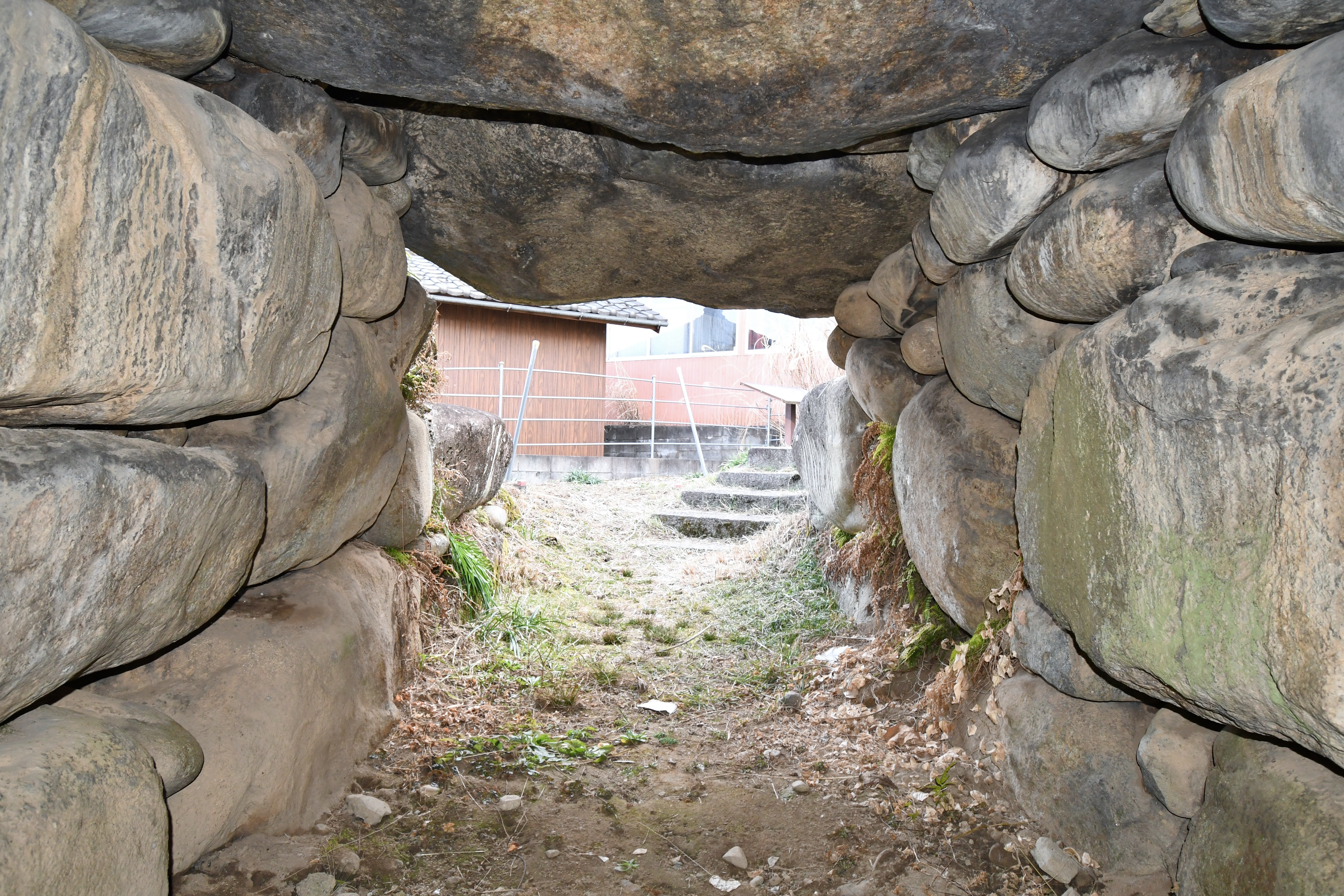
羨道（開口部方向）
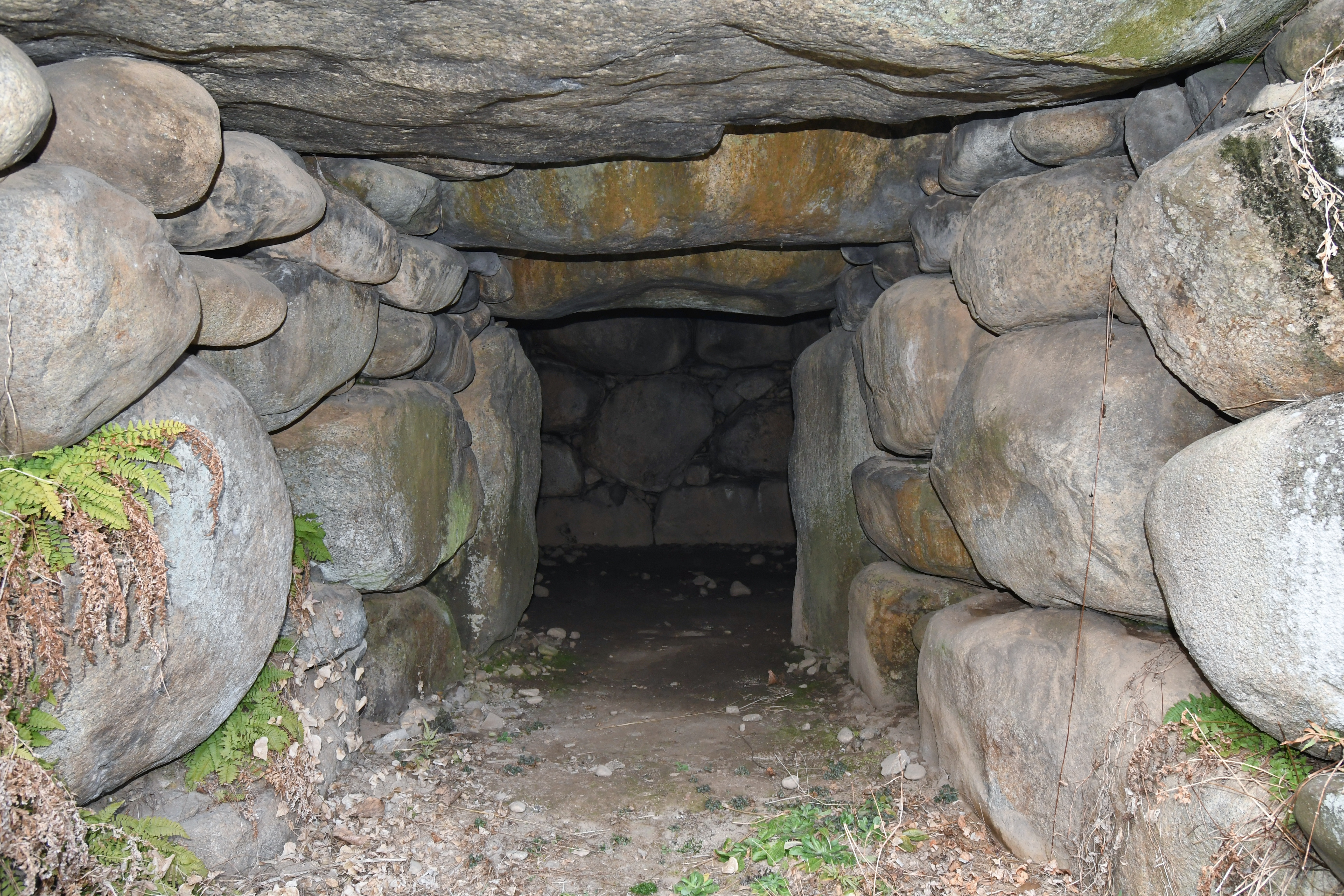
羨道（玄室方向）
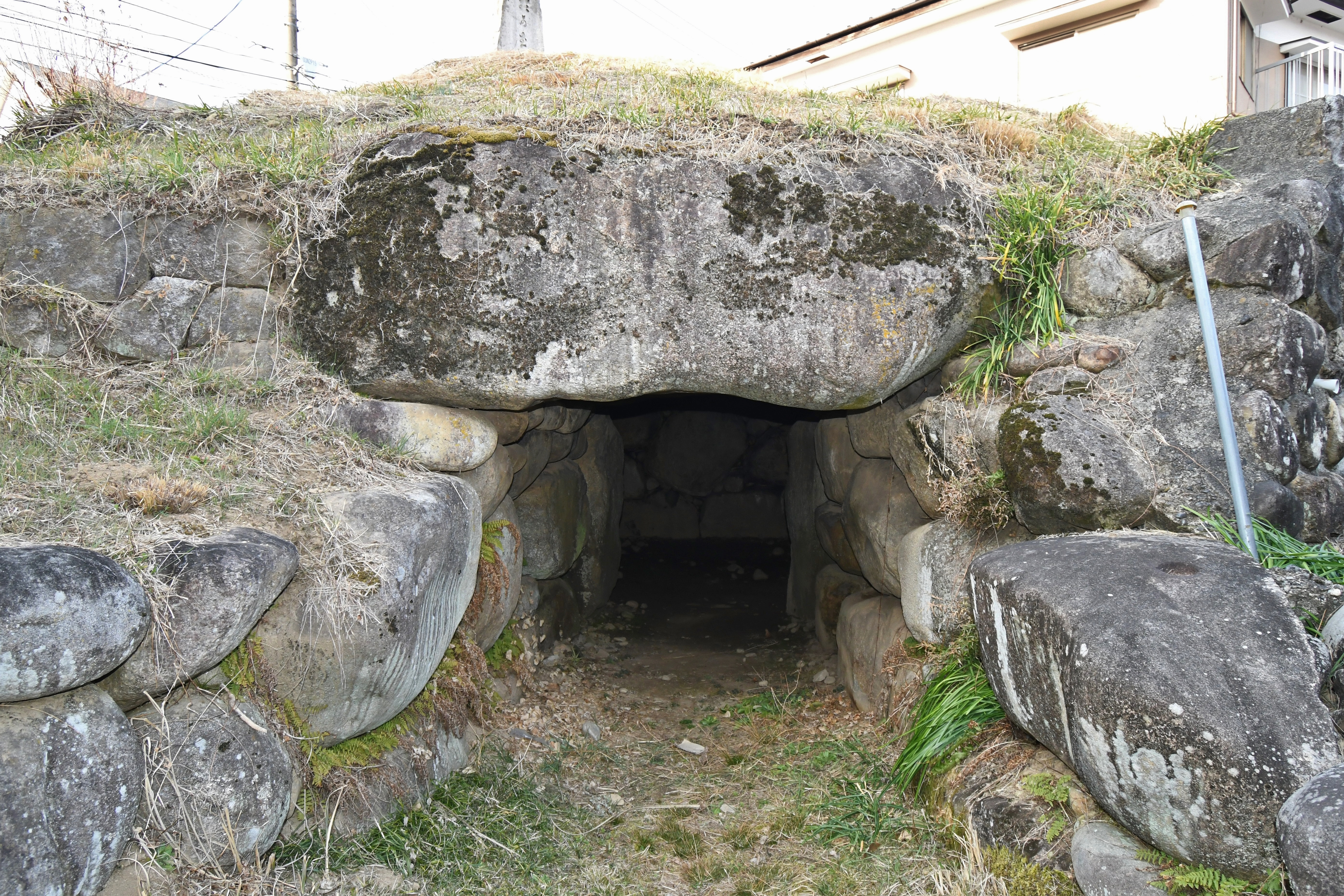
開口部

### 前方部石室
前方部石室（西石室）は横穴式石室で、南方向に開口した（現在は消滅）。石室の規模は、長さ3.1メートル以上・幅1.3-1.4メートル・高さ1.5-1.8メートルを測る。
土取り中に発見され、当時の記録に基づけば無袖式の石室と推測される。調査時点ではすでに羨道部は破壊されており、石の積み直しが認められている。
石室内の調査では、副葬品として鉄鏃11・鹿角装刀子1・馬具15（轡・杏葉・鉸具・飾金具など）・臼玉2・須恵器片3（高坏・甕）・土師器片10（高坏）が出土している。

## 関連文献
（記事執筆に使用していない関連文献）
- 松尾昌彦・川名広文・高崎光司・伊波寿賀子「飯田市周辺における前方後円墳の実測調査」『信濃』第34巻第11号、信濃史学会、1982年11月、867-898頁。
- 白石太一郎「伊那谷の横穴式石室（一）」『信濃』第40巻第7号、信濃史学会、1988年7月、669-687頁。
- 「おかん塚（上溝1号古墳）」『下伊那史 第1巻』下伊那誌編纂会、1991年。